# Amara angustior
Amara angustior är en skalbaggsart som beskrevs av Thomas Casey. Amara angustior ingår i släktet Amara och familjen jordlöpare. Inga underarter finns listade i Catalogue of Life.